# Longchang (meteoryt)
Longchang (inna nazwa: Longshan) – meteoryt żelazny z grupy IVA, ale o nietypowych dla niej właściwościach. Został znaleziony w 1781 lub 1761 w chińskiej prowincji  Syczuan. Całkowita masa materii meteorytowej jaką znaleziono wynosi 158,5 kg. Meteoryt Longchang jest jednym z sześciu zatwierdzonych meteorytów znalezionych w tej prowincji.